# AHOLA
Gli AHOLA sono un gruppo rock finlandese fondato nell'agosto del 2011 dal cantante metal finlandese Jarkko Ahola.
L'album di debutto della band Stoneface viene pubblicato nel 2012.
Nell'estate del 2013 la band rende noto tramite il sito ufficiale di aver iniziato la lavorazione del suo secondo album, la cui uscita è prevista nel 2014. Il 14 gennaio 2014, Jarkko Ahola in un'intervista alla radio finlandese Radio Rock rivela il titolo del secondo album: Tug of War, pubblicato il 21 marzo 2014.

## Formazione
- Jarkko Ahola - voce, chitarra
- Antti Karhumaa - chitarra solista
- Jari Laitinen - basso
- Antti Mäkelä - batteria

## Discografia

### Album
- 2012 − Stoneface
- 2014 − Tug of War

### Singoli
- 2012 − As Long as I Live (Rock'n'Roll Is Not Dead)
- 2014 − Still Metal